# Малий Уркат
Малий Урка́т (рос. Малый Уркат, ерз. Емла Уркат) — присілок у складі Єльниківського району Мордовії, Росія. Входить до складу Єльниківського сільського поселення.
Населення — 1 особа (2010; 6 у 2002).
Національний склад (станом на 2002 рік):
- мордва — 100 %